# 조 스미스 (농구 선수)

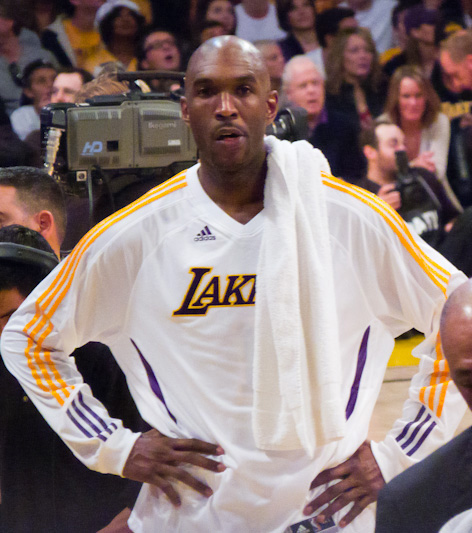
조 스미스

조지프 레이너드 스미스(Joseph Leynard Smith, 1975년 7월 26일 ~ )는 전 미국의 농구 선수이다.